# Île Noé
L’île Noé est un îlot de Nouvelle-Calédonie appartenant administrativement à Mont-Dore.